# Trou coronal

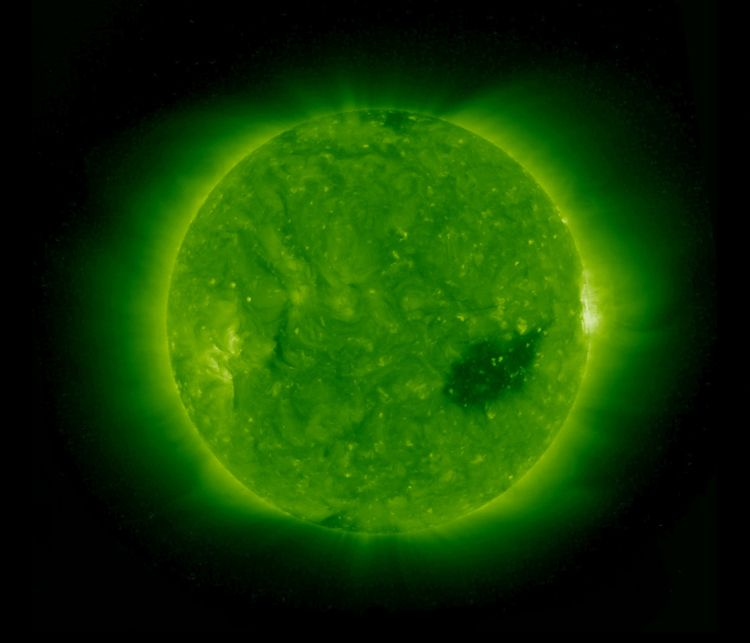
Disque solaire avec un trou coronal.

Un trou coronal est une zone sombre dans la couronne du Soleil.
Le Soleil est parcouru sur toute sa surface par des champs magnétiques. Certains de ces champs sont dits « fermés » : ils sortent en un point de l'astre et entrent en un autre, formant ainsi une boucle. Certains champs sont dits « ouverts » : ils sont dirigés vers l'espace. 
Dans ce dernier cas, une grande quantité de matière est projetée au-delà de la couronne, formant des vents solaires. Ils atteignent parfois la Terre, provoquant des perturbations magnétiques et des aurores polaires intenses pouvant se produire au-delà des cercles polaires en cas de très forte activité. Ces zones d'où le plasma solaire s'échappe sont appelées trous coronaux, car elles apparaissaient sur les premiers clichés d'observation aux rayons X comme des zones sombres. 
À cause de la perte de matière, la surface solaire y est momentanément et relativement moins chaude et moins dense. Ils occupent habituellement les pôles du soleil.

## Découverte
Dans les années 1960, le Sydney Chris Cross Radiotelescope repère des trous coronaux sur des clichés pris dans le domaine des rayons X, bien que leur nature ne soit pas comprise. Entre 1973 et 1974, des clichés pris par les astronautes de Skylab à l'aide de l'Apollo Telescope Mount sont plus précis,.

## Cycle solaire
La taille et le nombre de trous coronaux évoluent selon le cycle solaire. Lorsque le Soleil atteint le maximum de son cycle, ses trous coronaux se déplacent et se rapprochent des pôles du Soleil. Pendant le maximum du cycle solaire, le nombre de trous coronaux diminue jusqu'à ce que le champ magnétique du soleil soit inversé. Après cela, de nouveaux trous coronaux apparaissent aux nouveaux pôles, augmentent en taille et en nombre en s'éloignant des pôles alors que le Soleil atteint à nouveau le minimum de son cycle solaire. Il y a des trous coronaux permanents aux pôles nord et sud du Soleil.